# Agrostis angrenica
Agrostis angrenica é uma espécie de gramínea do gênero Agrostis, pertencente à família Poaceae.